# 加姆內克鎮區 (北卡羅萊納州蒂勒爾縣)
加姆內克鎮區（英語：Gum Neck Township）是位於美國北卡羅萊納州蒂勒爾縣的一個鎮區。

## 地方資料
加姆內克鎮區的面積為451.95平方千米，皆為陸地。根據2020年美國人口普查的數據，當地共有人口375人，而人口密度為每平方千米0.83人。